# NGC 2403
NGC 2403 је спирална галаксија у сазвежђу Жирафа која се налази на NGC листи објеката дубоког неба.
Деклинација објекта је + 65° 36' 6" а ректасцензија 7h 36m 50,6s. Привидна величина (магнитуда) објекта NGC 2403 износи 8,2 а фотографска магнитуда 8,9. Налази се на удаљености од 3,625 милиона парсека од Сунца. NGC 2403 је још познат и под ознакама UGC 3918, MCG 11-10-7, CGCG 309-40, IRAS 07321+6543, KARA 197, CGCG 310-3, PGC 21396.